# Vonda N. McIntyre
Vonda Neel McIntyre (* 28. August 1948 in Louisville, Kentucky, Vereinigte Staaten; † 1. April 2019 in Seattle, Vereinigte Staaten) war eine US-amerikanische Science-Fiction-Schriftstellerin. In den 1980er Jahren schrieb sie unter anderem Star-Trek-Belletristik und ist Autorin des Star-Wars-Romans The Crystal Star (1994, dt. Der Kristallstern).
2019 wurde Vonda N. McIntyre in die Science Fiction and Fantasy Hall of Fame aufgenommen.

## Leben
Sie studierte Biologie (Schwerpunkt Genetik) an der University of Washington. 1970 nahm sie am Clarion Science Fiction Writers’ Workshop für angehende Science-Fiction-Schriftsteller teil. Im selben Jahr wurde auch ihre erste Kurzgeschichte (Breaking Point) veröffentlicht. Für ihre Erzählung Of Mist, and Grass and Sand (deutsch: Die Schlange bzw. Dunst und Gras und Sand) erhielt sie 1973 ihren ersten Nebula Award. 1978 erweiterte sie die Geschichte zu ihrem erfolgreichsten Roman Dreamsnake (deutsch: Traumschlange), der sowohl den Nebula Award als auch den Hugo Award sowie den Locus Award erhielt und in 13 Sprachen übersetzt wurde. Ihr erster Roman The Exile Waiting (deutsch: Die Asche der Erde) war 1975 erschienen. Mit dem Roman The Moon and the Sun (deutsch: Am Hofe des Sonnenkönigs) konnte sie 1997 ihren dritten Nebula Award gewinnen. Kommerziell erfolgreich waren einige von ihr verfasste Star-Trek-Romane und ein Star-Wars-Buch.
Vonda N. McIntyre erkrankte Anfang 2019 an Bauchspeicheldrüsenkrebs und starb am 1. April 2019 im Alter von 70 Jahren im Kreis ihrer Freunde.

## Auszeichnungen
- 1974: Nebula Award für die Erzählung Of Mist, and Grass, and Sand
- 1979: Hugo Award, Nebula Award und Locus Award für den Roman Dreamsnake
- 1998: Nebula Award für den Roman The Moon and the Sun
- 2010: Service to SFWA Award für ihr Lebenswerk
- 2015: Thomas D. Clareson Award für ihr Lebenswerk
- 2019: Science Fiction and Fantasy Hall of Fame für ihr Lebenswerk[1]

## Bibliografie

### Serien

#### Starfarers
- Band 1: Starfarers. Bastei Lübbe, Bergisch Gladbach 1997, ISBN 3-404-24227-0 (englisch: Starfarers. New York City 1989. Übersetzt von Dietmar Schmidt).
- Band 2: Kontakt. Bastei Lübbe, Bergisch Gladbach 1997, ISBN 3-404-24228-9 (englisch: Transition. New York City 1991. Übersetzt von Dietmar Schmidt).
- Band 3: Metaphase. Bastei Lübbe, Bergisch Gladbach 1997, ISBN 3-404-24229-7 (englisch: Metaphase. New York City 1992. Übersetzt von Dietmar Schmidt).
- Band 4: Nautilus. Bastei Lübbe, Bergisch Gladbach 1997, ISBN 3-404-24230-0 (englisch: Nautilus. New York City 1994. Übersetzt von Dietmar Schmidt).

#### Die neuen Abenteuer des Raumschiffs Enterprise
- Der Entropie-Effekt. Heyne Verlag, München 1983, ISBN 3-453-30923-5 (englisch: The Entropy Effect. New York City 1981.).
- Die erste Mission. Heyne Verlag, München 1989, ISBN 3-453-03490-2 (englisch: Enterprise: The First Adventure. New York City 1986.).

#### Star Wars
- Der Kristallstern. Heyne Verlag, München 1996, ISBN 3-453-10801-9 (englisch: The Crystal Star. New York City 1994. Übersetzt von Hans Sommer).

### Romane
- Die Asche der Erde. Heyne Verlag, München 1981, ISBN 3-453-30679-1 (englisch: The Exile Waiting. New York City 1975. Übersetzt von Walter Brumm).
- Traumschlange. Droemer Knaur, München/Zürich 1979, ISBN 3-426-05714-X (englisch: Dreamsnake. Boston 1978. Übersetzt von Horst Pukallus).
- Superluminal. Heyne Verlag, München 1999, ISBN 3-453-13983-6 (englisch: Superluminal. Boston 1983. Übersetzt von Ingrid Herrmann).
- Barbary. Houghton Mifflin, Boston 1986, ISBN 0-395-41029-0 (englisch).
- Am Hofe des Sonnenkönigs. Bastei Lübbe, Bergisch Gladbach 1999, ISBN 3-404-20352-6 (englisch: The Moon and the Sun. New York City 1997. Übersetzt von Eva Bauche-Eppers, Auch: Das Lied von Mond und Sonne; verfilmt als: The King’s Daughter).

#### Romanfassungen zu Filmen
- Der Zorn des Khan. Heyne Verlag, München 1982, ISBN 3-453-30909-X (englisch: The Wrath of Khan. New York City 1982.).
- Auf der Suche nach Mr. Spock. Heyne Verlag, München 1984, ISBN 3-453-31153-1 (englisch: The Search for Spock. New York City 1984.).
- Die Braut. Heyne Verlag, München 1985, ISBN 3-453-02276-9 (englisch: The Bride. New York City 1982.).
- Zurück in die Gegenwart. Heyne Verlag, München 1987, ISBN 3-453-00534-1 (englisch: The Voyage Home. New York City 1986.).

### Kurzgeschichtensammlung
- Feuerflut. Arthur Moewig Verlag, Rastatt 1987, ISBN 3-8118-3760-5 (englisch: Fireflood and Other Stories. New York City 1986. Übersetzt von Joachim Körber).

### Anthologien (als Herausgeberin)
- Aurora: Beyond Equality. Als Herausgeberin mit Susan Janice Anderson. Gold Medal Books, New York City 1976, OCLC 633283420 (englisch).